# Belvidere (New Jersey)
|  | Dieser Artikel wurde aufgrund von inhaltlichen Mängeln auf der Qualitätssicherungsseite des Projektes USA eingetragen. Hilf mit, die Qualität dieses Artikels auf ein akzeptables Niveau zu bringen, und beteilige dich an der Diskussion! Eine nähere Beschreibung der zu behebenden Mängel fehlt. |

Belvidere ist eine Stadt im Warren County, New Jersey, USA. Das U.S. Census Bureau ermittelte bei der Volkszählung 2020 eine Einwohnerzahl von 2520.

## Geographie
Belvidere liegt direkt neben dem Delaware River und somit an der Grenze zu Pennsylvania. Die Fläche von Belvidere umfasst 3,5 Quadratkilometer, davon sind 3,4 km² Landfläche und 0,1 km² Wasserfläche.

## Demographie

### Zensus 2010
Laut dem United States Census 2010 hat die Stadt 2.681 Einwohner, 1.054 Haushalte und 681.9 Familien. Die Bevölkerungsdichte beträgt 713,1/km². Von der Bevölkerung sind 96,01 % Weiße (2.574), 1,57 % (42) Afroamerikaner, 0,11 % (3) amerikanische Ureinwohner, 0,78 % (21) Asiaten, 0,00 % (0) pazifische Insulaner, 0,22 % (6) von anderer Herkunft, 1,31 % (35) sind Mischlinge. 3,62 % (97) sind Latinos.
Von den 1.054 Haushalten haben 30,8 % Kinder unter 18 Jahren. 48,8 % sind verheiratete Paare, 12,3 % sind alleinerziehende Mütter und 35,3 % leben ohne Familie. 28,5 % aller Haushalte bestehen aus nur einer Person, davon sind 11,1 % über 65. Die Durchschnittsgröße eines Haushaltes beträgt 2,52. Die Durchschnittsfamilie besteht aus 3,17 Personen.
25,3 % der Einwohner sind unter 18, 8,2 % zwischen 18 und 24, 23,4 % zwischen 25 und 44, 30,6 % zwischen 45 und 64, 12,4 % über 65. Das Durchschnittsalter liegt bei 41 Jahren. Das Verhältnis zwischen Frauen und Männern beträgt 100:93. Für die Altersgruppe über 18 beträgt das Verhältnis 100:88,5.
Das Durchschnittseinkommen eines Haushalts beträgt $60.707. Das Durchschnittseinkommen einer Familie beträgt $74.028. Männer haben ein Durchschnittseinkommen von $53.796, Frauen $32.000. Das Pro-Kopf-Einkommen der Stadt beträgt $28.222. 2,3 % der Bevölkerung und 0,8 % der Familien leben unterhalb Armutsgrenze. Von diesen Menschen sind 0 % unter 18 Jahren und 2,9 % über 65 Jahren.

### Zensus 2000
Laut dem United States Census 2000 hat die Stadt 2.771 Einwohner, 1.088 Haushalte und 716 Familien. Die Bevölkerungsdichte beträgt 810,5/km². Von der Bevölkerung sind 98,02 % Weiße, 0,51 % Afroamerikaner, 0,04 % amerikanische Ureinwohner, 0,50 % Asiaten, 0,00 % pazifische Insulaner, 0,25 % von anderer Herkunft, 0,69 % sind Mischlinge. 2,31 % sind Latinos.
Von den 1.088 Haushalten haben 36,4 % Kinder unter 18 Jahren. 52,0 % sind verheiratete Paare, 9,7 % sind alleinerziehende Mütter, 34,1 % leben ohne Familie. 28,5 % aller Haushalte bestehen aus nur einer Person, davon sind 11,1 % Menschen über 65. Die Durchschnittsgröße der Haushalte beträgt 2,54. Die Durchschnittsfamilie besteht aus 3,17 Personen.
28,1 % der Einwohner sind unter 18, 6,1 % zwischen 18 und 24, 32,2 % zwischen 25 und 44, 20,7 % zwischen 45 und 64, 12,8 % über 65. Die Durchschnittsalter liegt bei 36 Jahren. Das Verhältnis zwischen Frauen und Männern beträgt 100:92. Für die Altersgruppe über 18 beträgt das Verhältnis 100:88,5.
Das Durchschnittseinkommen eines Haushalts beträgt $52.792. Das Durchschnittseinkommen einer Familie beträgt $62.212. Männer haben ein Durchschnittseinkommen von $41.800, Frauen $31.444. Das Pro-Kopf-Einkommen der Stadt beträgt $23.231. 3,4 % der Bevölkerung und 1,3 % der Familien leben unterhalb Armutsgrenze. Von diesen Menschen sind 0,4 % unter 18 Jahren und 10,4 % über 65 Jahren.

## Sehenswürdigkeiten
- Belvidere Cemetery[4]
- Foul Rift[5]
- Four Sisters Winery[6]
- Warren County Courthouse
- Warren County Museum
- Wyckoff´s Christmas Tree Farm[7]

## Persönlichkeiten
- Donald J. Albanese (* 1937), US-amerikanischer Politiker
- Charles W. Buttz (1837–1913), US-amerikanischer Politiker
- Dan Gray (* 1956), NFL-Spieler der Detroit Lions
- Henry S. Harris (1850–1902), US-amerikanischer Politiker
- Don Hume (* 1938), NASCAR-Rennfahrer
- Joseph Jonson (1785–1877), US-amerikanischer Politiker
- John Patterson Bryan Maxwell (1804–1845), US-amerikanischer Politiker
- William McMurtrie (1851–1913), Chemiker
- Ernest Schelling (1878–1939), Pianist, Komponist und Dirigent
- Melville Amasa Scovell (1855–1912), Chemiker
- George W. Scranton (1811–1861), US-amerikanischer Politiker
- Chris Wylde (* 1976), Schauspieler